# Maria Hadjipavlou
Maria Hadjipavlou, född 1948, är professor vid Social and Political Science Department vid University of Cyprus. Hon har arbetat med fredsbyggande i det delade Cypern de senaste 25 åren. Hon utbildar i konfliktlösning och genusmedvetenhet, och har publicerat flera verk om konfliktlösning, Cypern och genusfrågor.

## Akademisk bana
Maria Hadjipavlou disputerade i Comparative Social and Political Change vid  Boston University 1987, och har varit en av forskarna vid Harvard Program in International Conflict Analysis and Resolution (PICAR). Hon representerar Cypern i COST Action IS0805: New Challenges of Peacekeeping and the European Union’s Role in Multilateral Crisis Management.

## Internationell pionjär i fredsforskning
Under en tillfällig placering 1996–1997 vid the School of International and Public Affairs (SIPA) på Columbia University medverkade hon i grundandet av Center for International Conflict Resolution. Hon är även en av grundarna av Cyprus Peace Center (1989; Ordförande i över tio år), av Cyprus Conflict Resolution Trainers Group och av Cypern första internationella kvinnliga NGO, Hands Across the Divide. Hon har även verkat som rådgivare i många av Cyperns fredsprojekt såsom Technology for peace, Young Journalists Project och the New Media Landscape project in Cyprus.